# Phyllis Logan
Phyllis Margaret Logan (Paisley, 11 gennaio 1956) è un'attrice scozzese, nota principalmente per il ruolo della governante Elsie Hughes nella serie televisiva Downton Abbey.

## Biografia e carriera
Il padre David era un ingegnere della Rolls-Royce, che morì a 59 anni, quando lei era studentessa alla scuola di recitazione.
Phyllis Logan studia alla Johnstone High School di Johnstone, Renfrewshire, e al Royal Conservatoire of Scotland, dove si diploma con la James Bridie Gold Metal nel 1977.
Dopo essersi diplomata, entra nel Dundee Repertory Theatre, che lascia nel 1979 per lavorare in un teatro di Edimburgo, prendendo anche parte regolarmente a diversi programmi televisivi scozzesi. Nella produzione di BBC Scotland The White Bird Passes conosce il regista e scrittore Michael Radford, che nel 1982 la sceglie come protagonista del suo primo film, Another Time, Another Place - Una storia d'amore: per questo ruolo, Logan vince il premio come migliore attrice al Taormina film fest, l'Evening Standard Award come migliore attrice nel 1983 e il premio BAFTA come miglior nuova promessa cinematografica nel 1984.
Nel 1986 interpreta il ruolo regolare di Lady Jane Felsham nella serie televisiva Lovejoy e partecipa al film di Damiano Damiani L'inchiesta al fianco di star come Keith Carradine e Harvey Keitel e nel 1996 prende parte al film di Mike Leigh Segreti e bugie. Raggiunge il successo interpretando dal 2010 la governante Mrs. Hughes in Downton Abbey.

### Vita privata
Phyllis Logan vive a Londra, nel distretto di Chiswick, con il marito attore Kevin McNally. Hanno un figlio, David, nato a giugno 1996.

## Filmografia

### Cinema
- Another Time, Another Place - Una storia d'amore (Another Time, Another Place), regia di Michael Radford (1983)
- Every Picture Tells a Story, regia di James Scott (1983)
- The Dress, regia di Eva Sereny – cortometraggio (1984)
- Orwell 1984 (Nineteen Eighty-Four), regia di Michael Radford (1984)
- The Chain, regia di Jack Gold (1984)
- The Doctor and the Devils, regia di Freddie Francis (1985)
- L'inchiesta, regia di Damiano Damiani (1985)
- Kitchen Toto - Il colore della libertà (The Kitchen Toto), regia di Harry Hook (1987)
- The Legendary Life of Ernest Hemingway, regia di José María Sánchez (1988)
- The Angry Earth, regia di Karl Francis (1989)
- Il sole buio, regia di Damiano Damiani (1990)
- Freddie as F.R.O.7., regia di Jon Acevski (1992) – voce
- Soft Top Hard Shoulder, regia di Stefan Schwartz (1993)
- Silent Cries, regia di Anthony Page (1993)
- Franz Kafka's It's a Wonderful Life, regia di Peter Capaldi – cortometraggio (1995)
- Segreti e bugie (Secrets & Lies), regia di Mike Leigh (1996)
- Big Fish - Sparando al pesce (Shooting Fish), regia di Stefan Schwartz (1997)
- Crust, regia di Mark Locke (2003)
- Out of the Shadows, regia di Warren Hooper – cortometraggio (2004)
- Cheap Rate Gravity, regia di Bill Scott – cortometraggio (2004)
- The Hero's Journey, regia di Jack Herbert – cortometraggio (2008)
- Nativity!, regia di Debbie Isitt (2009)
- Day of the Flowers, regia di John Roberts (2013)
- Buoy, regia di David Higgs – cortometraggio (2013)
- Downton Abbey, regia di Michael Engler (2019)
- Il concorso (Misbehaviour), regia di Philippa Lowthorpe (2020)
- Appuntamento a Land's End (The Last Bus), regia di Gilles MacKinnon (2021)
- Downton Abbey II - Una nuova era (Downton Abbey II: A New Era), regia di Simon Curtis (2022)
- No Way Up, regia di Claudio Fäh (2024)

### Televisione
- Red Dress, regia di Michael J.F. Scott – film TV (1977)
- The White Bird Passes, regia di Michael Radford (1980)
- Eddie Shoestring, detective privato (Shoestring) – serie TV, episodio 2x03 (1980)
- Play for Today – serie TV, episodio 11x24 (1981)
- Time and the Conways, regia di Mike Vardy – film TV (1985)
- Scotch and Wry – serie TV (1986)
- Screen Two – serie TV, 3 episodi (1986-1989)
- Lovejoy – serie TV, 47 episodi (1986-1993)
- First Sight – serie TV, episodio 1x05 (1987)
- Bust – serie TV, 6 episodi (1987)
- Hannay – serie TV, episodio 1x05 (1988)
- La vita leggendaria di Ernest Hemingway, regia di José María Sánchez - miniserie TV (1989)
- And a Nightingale Sang, regia di Robert Knights – film TV (1989)
- Goldeneye, regia di Don Boyd – film TV (1989)
- Screen One – serie TV, episodio 2x10 (1991)
- The Play on One – serie TV, 2 episodi (1991)
- Love and Reason – miniserie TV, 3 episodi (1993)
- Kavanagh QC – serie TV, episodio 1x03 (1995)
- The Big One, regia di Simon Cellan Jones – film TV (1995)
- Chiller – serie TV, episodio 1x03 (1995)
- Pie in the Sky – serie TV, episodio 3x06 (1996)
- Ispettore Morse (Inspector Morse) – serie TV, episodio 9x01 (1996)
- An Unsuitable Job for a Woman – serie TV, episodio 1x01 (1997)
- Invasion: Earth – serie TV, episodi 1x01-1x03 (1998)
- L'ispettore Barnaby (Midsomer Murders) – serie TV, episodio 2x02 (1999)
- Holby City – serie TV, 8 episodi (1999)
- Rab C. Nesbitt – serie TV, episodio 8x02 (1999)
- All the King's Men, regia di Julian Jarrold – film TV (1999)
- Heartbeat – serie TV, episodi 9x13-15x17-18x17 (1999-2009)
- Il mio amico fantasma (Randall and Hopkirk (Deceased)) – serie TV, episodio 1x03 (2000)
- Hope and Glory – serie TV, 6 episodi (2000)
- NCS: Manhunt, regia di Michael Whyte (2001)
- Dickens – serie TV, episodio 1x03 (2002)
- Fields of Gold, regia di Bill Anderson – film TV (2002)
- The Real Jane Austen, regia di Nicky Pattison – film TV (2002)
- The Inspector Lynley Mysteries – serie TV, episodio 2x01 (2003)
- Alibi, regia di David Richards – film TV (2003)
- Poirot (Agatha Christie's Poirot) – serie TV, episodio 9x02 (2003)
- Dalziel and Pascoe – serie TV, episodio 8x01 (2004)
- Kate & Emma - Indagini per due (Murder in Suburbia) – serie TV, episodio 1x06 (2004)
- Testimoni silenziosi (Silent Witness) – serie TV, 4 episodi (2004-2010)
- Beneath the Skin, regia di Sarah Harding – serie TV (2005)
- Spooks – serie TV, episodi 4x08-5x10 (2005-2006)
- Missing, regia di Ian Madden – film TV (2006)
- Sea of Souls – serie TV, episodio 3x03 (2006)
- Trial & Retribution – serie TV, episodio 10x07 (2007)
- Honest – serie TV, episodio 1x04 (2008)
- Taggart – serie TV, episodio 24x04 (2008)
- New Tricks - Nuove tracce per vecchie volpi (New Tricks) – serie TV, episodio 5x08 (2008)
- The Royal – serie TV, episodio 7x08 (2008)
- Il commissario Wallander (Wallander) – serie TV, episodio 2x03 (2010)
- Jack Frost (A Touch of Frost) – serie TV, episodi 15x01-15x02 (2010)
- Downton Abbey – serie TV, 52 episodi (2010-2015)
- Lip Service – serie TV, episodi 1x04-2x02 (2010-2012)
- Vera – serie TV, episodio 2x03 (2012)
- Bones - serie TV, episodio 10×6 (2014)
- Girlfriends - serie TV, 6 episodi (2018)
- Intergalactic – serie TV, episodio 1x05 (2021)
- Guilt – serie TV, 8 episodi (2021-2023)
- Shetland – serie TV, 6 episodi (2023)
- Miss Austen, regia di Aisling Walsh – miniserie TV (2025)
- The Bombing of Pan Am 103, regia di Michael Keillor – miniserie TV (2025)

## Doppiatrici italiane
Nelle versioni in italiano delle opere in cui ha recitato, Phyllis Logan è stata doppiata da:
- Antonella Giannini in Downton Abbey, Downton Abbey (film), Doctor Who, Vera, Downton Abbey II - Una nuova era, Appuntamento a Land's End, No Way Up
- Aurora Cancian ne Il concorso, Intergalactic
- Maria Pia Di Meo in L'inchiesta
- Elettra Bisetti in Il sole buio
- Angiola Baggi in Segreti e bugie